# Публій Корнелій Сципіон Орестін
Публій Корнелій Сципіон Орестін (лат. Publius Cornelius Scipio Orestinus; близько 5 до н. е. — близько 20) — військовий та державний діяч часів ранньої Римської імперії, військовий трибун 17 року.

## Життєпис
Походив з патриціанського роду Корнеліїв, його гілки Сципіонів. Син Публія Корнелія Сципіона, претора 7 року. 
Замолоду обрав для себе кар'єру військовика під головуванням Германіка, був комітом останнього під час походів проти германських племен у 14-16 роках. У 17 році став військовим трибуном II Августова легіону, разом з яким перебував у місті Аргенторатум (сучасне місто Страсбург). У 18 році повернувся до Риму. У 19 році його було призначено децемвіром для розгляду судових суперечок. Близько 20 року помер.

## Родина
Дружина — Лівія
Діти:
- Лівія Орестилла, дружина імператора Калігули.